# Jawad Williams
Jawad Hason Williams (Lakewood, 19 febbraio 1983) è un ex cestista statunitense.

## Palmarès

### Squadra
- Campione NCAA (2005)
- Coppa di Francia: 1

Paris-Levallois: 2012-2013
- Match des Champions: 1

Paris-Levallois: 2013

### Individuale
- McDonald's All American (2001)
- All-NBDL Second Team (2007)